# Julius Strnadt
Julius Strnadt (* 23. Dezember 1833 in Schwertberg, Oberösterreich; † 5. November 1917 in Graz) war ein (ober-)österreichischer Politiker, Historiker und Kulturförderer.

## Leben
Strnadt wurde als Sohn eines k.u.k. Verzehrungssteuerkommissärs im oberösterreichischen Schwertberg geboren. Nach dem Studium der Rechtswissenschaften an der Universität Wien wurde er erst Beamter an verschiedenen gemischten Bezirksämtern, danach ab 1877 Bezirksrichter in Rohrbach in Oberösterreich und ab 1881 in Kremsmünster.
Bedeutung erlangte Strnadt erst später als konservativer Abgeordneter des Großgrundbesitzes im oberösterreichischen Landtag. Hier initiierte er 1896 die Gründung des oberösterreichischen Landesarchives und setzte sich stark für eine finanzielle Förderung des Symphonikers Anton Bruckner ein.
Als Historiker leistete Strnadt Bedeutendes auf dem Gebiet der oberösterreichischen Landes- und Herrschaftsgeschichte. Seine Arbeiten zum oberösterreichischen Bauernkrieg von 1626 und sein Historischer Atlas des Landes Oberösterreich begründeten seinen Ruf als einen der bedeutendsten Landeshistoriker Oberösterreichs.

## Werke
- Geschichte der Herrschaft Windeck und Schwertberg im Lande ob der Enns. In: Kaiserliche Akademie der Wissenschaften (Hrsg.): Archiv für Kunde österreichischer Geschichts-Quellen. Band XVII. Wien 1857, S. 151–207 (eingeschränkte Vorschau in der Google-Buchsuche).
- Der Bauernaufruhr im Mühlviertel in den Jahren 1594–1597. Ein Beitrag zur Geschichte dieses Bauernkrieges. Mit einem Kärtchen der Pfarreintheilung des Mühlviertels, 1600. In: XVIII. Jahresbericht des Museums Francisco-Carolinum in Linz. Linz 1858, S. 179–220 (zobodat.at [PDF]).
- Versuch einer Geschichte der passauischen Herrschaft im oberen Mühlviertl, namentlich des Landgerichtes Velden bis zum Ausgang des Mittelalters. In: Jahrbuch des Oberösterreichischen Musealvereines. Jahrgang 20, Linz 1860, S. 73–288 (zobodat.at [PDF]).
- Peuerbach. Ein rechts-historischer Versuch. In: Jahrbuch des Oberösterreichischen Musealvereines. Jahrgang 27, Linz 1868, S. 1–634 (zobodat.at [PDF]).
- Der Bauernkrieg in Oberösterreich. Nach 275 Jahren seinen lieben Landsleuten erzählt von einem Oberösterreicher. Wels 1903; Neudruck, Linz 1925.
- Das Land im Norden der Donau. In: Archiv für österreichische Geschichte. Band 94, 1905, S. 83–310 (archive.org).
- Historischer Atlas der österreichischen Alpenländer. 1. Abteilung: Die Landgerichtskarte, 1. Lieferung: Oberösterreich, 6 Blätter, 1 : 200.000, Wien 1906.
- Das Land zwischen Traun und Enns. In: Archiv für österreichische Geschichte. Band 94, 1907, S. 465–655 (archive.org).
- Hausruck und Attergau. In: Archiv für österreichische Geschichte. Band 95, 1908.
- Materialien zur Geschichte der Entwicklung der Gerichtsverfassung und des Verfahrens in den alten Vierteln des Landes ob der Ens bis zum Untergange der Patrimonialgerichtsbarkeit. In: Archiv für österreichische Geschichte. Band 97, 1909, S. 161–520 (archive.org).
- Innviertel und Mondseeland. In: Archiv für österreichische Geschichte. Band 99, 1912.
- Die freien Leute der alten Riedmark. Wenden und Bajuwaren-Siedlung. In: Archiv für österreichische Geschichte. Band 104, 1915.
- Erläuterungen zum historischen Atlas der österreichischen Alpenländer. Die Landgerichtskarte, 1. Lieferung, Wien 1906, S. 7–25; 2. Ausgabe, Wien 1917, S. 77–182.

## Würdigung
In Linz ist der Strnadtweg nach ihm benannt.